# Жана Дамянова – Асса
Жана Дамянова – Асса е български философ, семиотик, културолог и преводач.

## Биография
През 1980 г. завършва 9 Френска гимназия в София. Завършва магистърска степен по български език и литература в Софийския университет през 1987 г. От 1989 до 1992 г. е докторант в Института за съвременни социални теории при Българска академия на науките. След това специализира в Центъра на книгата към Министерство на културата, образованието и кимуникациите на Франция. От 1993 до 1996 г. е асистент по обща семиотика, същевременно през 1994 – 1995 г. е и гост-преподавател в Нов български университет. През 1995 г. получава стипендия за превод на Международния колеж за преводачи и Министерство на културата и франкофонията. От 1996 до 1999 г. е главен асистент по обща семиотика, а от 1999 г. е главен асистент по семиотика на културата. През 2002 г. специализира във Висшето училище за социални науки в Париж. През 2015 г. защитава докторска дисертация на тема „В лабиринта на текста. Семиотиката пред предизвикателствата на деконструкцията“ във Философския факултет на Софийския университет „Св. Климент Охридски“.

## Научни публикации
- Ars inveniendi. Изследвания в част на проф. Ивайло Знеполски, Университетско издателство „Св. Климент Охридски“, С., 2002.
- „За комуникацията: че тя може би съществува“, В: Даниела Колева, Майа Грекова (съст.) Културата: граници и съседства. В чест на проф. Иван Стефанов, Университетско издателство „Св. Климент Охридски“, С., 2005.
- „За референцията и интерпретацията“, В: Жана Дамянова (съст.) Ars inveniendi, Университетско издателство „Св. Климент Охридски“, С., 2005.
- „Политики на превода“, В: Знеполски, И. (съст.), Около Жак Дерида. Чудовищният дискурс, Изд. Дом на науките за човека и обществото, С., 2002.
- „Цветан Тодоров и Озарения на Артюр Рембо“, В: Атанасов, Ст. (съст.), Цветан Тодоров: подвижната мисъл, ИК ЛИК, С., 2001.
- „За непредвидената среща между структурализма и сюрреализма“, В: Капралова, Н. (съст.), Безсмъртната вселена, изд. Kарина M, С., 1998.
- „Реторика на обещанието“, В: Знеполски, И. (съст.), Пол Рикьор: Философията пред предизвикателствата на промените, Изд. Дом на науките за човека и обществото, С., 1998.
- „Процесът на самотния съблазнител“, В: Спасов, O. (съст.), Ars erotica, Изд. Дом на литературата за деца и юноши. 1992.[1]